# Carolinaia caricis
Carolinaia caricis är en insektsart som beskrevs av Wilson 1911. Carolinaia caricis ingår i släktet Carolinaia och familjen långrörsbladlöss. Inga underarter finns listade i Catalogue of Life.